# Ercheia pannosa
Ercheia pannosa là một loài bướm đêm trong họ Noctuidae.